# Rasim Delić
Rasim Delić (Čelić, 4. veljače 1949. – Visoko, 16. travnja 2010.), general Armije Republike Bosne i Hercegovine i drugi načelnik Generalštaba ARBiH, bošnjački ratni zapovjednik za vrijeme rata u BiH. Dana 15. rujna 2008. godine je osuđen pred Haškim sudom za ratne zločine, na 3 godine zatvora.

## Životopis
1. listopada 1967. godine, u dobi od 18 godina, Delić se upisao na Vojnu akademiju Kopnene vojske i istu završio 31. srpnja 1971. Iste godine je stupio u službu JNA. Tijekom 1970-ih i 1980-ih godina, bio je na dužnosti u različitim artiljerijskim jedinicama JNA: zapovjednik artiljerijske divizije (od 15. listopada 1980. do 20. rujna 1984.), načelnik stožera i zamjenik zapovjednika mješovitog artiljerijskog puka (od 21. rujna 1984. do 27. kolovoza 1985.), zapovjednik mješovitog artiljerijskog puka (od 28. kolovoza 1985. do 31. kolovoza 1988. i od 1. kolovoza 1989. do 15. srpnja 1990.). U međuvremenu je, 22. prosinca 1987., unaprijeđen u čin potpukovnika. Pomoćnik načelnika odjeljenja za operativno-nastavne poslove u zapovjedništvu 4. korpusa JNA u Sarajevu bio je od 16. srpnja 1990. do 13. travnja 1992. Tog dana službeno je zatražio otpust iz JNA i stupio u snage Teritorijalne odbrane BiH (TO BiH). TO BiH se u to vrijeme počela zalagati za otcjepljenje BiH od Jugoslavije. Rasimu Deliću je 16. travnja 1992. naređeno napustiti Sarajevo i on je u Visokom počeo sa skupinom časnika organizirati TO Srednje Bosne, na čijem je bio čelu. Od 12. svibnja 1992. je postao član Glavnog štaba TO i službeno zadužen za organiziranje i zapovijedanje oružanim borbenim djelovanjima na teritorijima općina Fojnica, Kreševo, Kiseljak, Visoko, Ilijaš, Vogošća, Breza, Vareš i Olovo. Kada su 20. svibnja 1992. snage TO postale Armija Republike Bosne i Hercegovine, Rasim Delić je postavljen za vršitelja dužnosti načelnika Odjeljenja za operativno planiranje i obuku ARBiH, po naređenju Sefera Halilovića. Sefer Halilović je tada bio načelnik Glavnog štaba ali je bio potčinjen Rasimu Deliću. U lipnju 1993. Rasim Delić je, uz Aliju Izetbegovića i Ejupa Ganića, bio jedan od članova Predsjedništva koji su bojkotirali mirovne pregovore u Ženevi. Rasim Delić je napustio svoj položaj zapovjednika zajedničkog zapovjedništva Vojske FBiH 1. rujna 2000. Ranije iste godine, to je osobno najavio predsjedatelj Predsjedništva Bosne i Hercegovine Alija Izetbegović 29. veljače.

## Ratni zločini
Polovinom 1992. godine u BiH su iz inozemstva počeli pristizati islamski vojnici koji su sebe nazivali mudžahedinima. Njima je zapovijedao Abu Haris, poznat i kao dr. Abu Harit al Libi. Do studenog 1992. oni su nastupali samostalno, ali su 19. studenog 1992. uključeni u 7. muslimansku brdsku brigadu i druge jedinice Trećeg korpusa ARBiH. Oni su sudjelovali u akcijama ovih jedinica, a povremeno i predvodili cijeli Treći korpus ARBiH. Do početka lipnja 1993. godine, najmanje 60 bosanskih Muslimana se priključilo inozemnim mudžahedinima. Rasim Delić je naredne, 1993. godine, 13. kolovoza naredio obrazovati poseban odred „El Mudžahid“ koji će okupljati mudžahedine i biti potčinjen Trećem korpusu ARBiH. Kao zapovjednik Glavnog štaba, Rasim Delić je bio najviši vojni časnik ARBiH koji je bio podređen samo Predsjedništvu BiH. U njegovu zapovjednu odgovornost su spadali i Drugi i Treći korpus (koji je obuhvaćao jedinice „El Mudžahid“) koji su imali svoje zapovjednike i zapovjedni kadar koji su svi bili potčinjeni izravno njemu. Jedinice „El Mudžahid“, koje su bile pod njegovim zapovjedništvom, za vrijeme rata u BiH su izvršile brojne ratne zločine i nečovječno postupanje prema srpskim i hrvatskim vojnicima, uglavnom zarobljenicima. 8. lipnja 1993. godine, istog dana kada je Delić imenovan za zapovjednika Glavnog štaba, Armija RBiH je uhitila 200 hrvatskih vojnika u okršajima u i oko sela Maline. Zarobljenima je bilo naređeno krenuti put sela Mehurići, nekoliko kilometara od Malina. Uz oružanu pratnju, blizu sela Poljanice, susrela ih je skupina od oko 10 mudžahedina i preuzela 35-40 zarobljenika naređujući im krenuti nazad ka Malinama. Uskoro im se pridružila još jedna manja skupina Hrvata koji su zarobljeni u Malinama. Svima je naređeno stati u vrstu nakon čega je na njih otvorena vatra. Svi preživjeli su dokrajčeni metkom u glavu. 

## Suđenje za ratne zločine
Po optužnici međunarodnog tužitelja, Rasim Delić je bio obaviješten o ovim zločinima ali nije preuzeo neophodne mjere kažnjavanja počinitelja. 21. lipnja 1995. godine, dva vojnika Vojske Republike Srpske (VRS) su zarobljena i odmah potom obezglavljena od strane pripadnike vojske BiH. Po optužnici, i drugi srpski zarobljenici, zarobljeni istog dana, su doživjeli mučenja, uključujući prebijanja i odvedeni u logor u Kamenici. Još jednom vojniku, Gojku Vujičiću, je odsječena glava 24. srpnja 1995. Druge zarobljenike su tjerali poljubiti odsječenu glavu koja je bila postavljena u prostoriji u kojoj su bili držani. U logoru u Kamenici su primjenjivane razne vrste prebijanja i mučenja. Na nekim vojnicima su korišteni elektrošokovi a drugima su nanošene „strašne boli tako što su im na noge stavljana gumena crijeva sa zrakom pod visokim tlakom. “ 11. rujna 1995. godine, oko 60 vojnika VRS je zarobljeno i tri žene i svi su bili prebačeni u logor u Kamenici. Svih 60 se kasnije vodilo kao nestalo i pretpostavlja se da su mrtvi. Optužnica tvrdi da su spomenute tri žene bile podvrgnute nasilju, konkretno silovanju. Sve tri su oslobođene 15. studenog 1995. Još jedna skupina od 10 vojnika Vojske Republike Srpske je zarobljena 10. rujna 1995. godine. Svi su bili podvrgnuti surovom mučenju u razdoblju od 12 dana.
Rasim Delić se po optužnici teretio da je znao da mudžahedini i vojnici Armije RBiH imaju ozbiljne namjere počiniti dotične zločine protiv zarobljenika i civila i da je logor u Kamenici služio kao mjesto gdje su se oni provodili, kao i da je znao da su vojnici iz odreda „El Mudžahid“ skloni nasilju, pogotovo nad zarobljenicima, kao i da oni upravljaju logorom „Kamenica, “ ali da nije preuzeo ništa kako bi ove zločine spriječio. 3. ožujka 2005. godine, nakon što se dobrovoljno predao Haškom sudu, Rasim Delić se izjasnio da nije kriv ni po jednoj točki optužnice. Optužnica je glasila: „Ubojstvo, okrutno postupanje i silovanje (kršenja zakona i običaja ratovanja); Rasim Delić nije poduzeo nužne i razumne mjere kažnjavanja počinitelja pogubljenja zarobljenih Hrvata i vojnika HVO-a koji su se predali u selima Maline i Bikoši u općini Travnik u srednjoj Bosni i Hercegovini; nije preduzeo nužne i razumne mjere sprječavanja mučenja, premlaćivanja, ubojstva (odrubljivanja glava) koje su počinili njegovi potčinjeni u zatočeničkom objektu za zarobljene vojnike Vojske Republike Srpske - logoru Kamenica koji se nalazio u dolini Gostovići, pokraj rijeke Gostovići, oko 10 kilometara južno od Zavidovića u srednjoj Bosni i Hercegovini; nije poduzeo nužne i razumne mjere sprječavanja silovanja triju žena koje su izvršili njegovi potčinjeni u logoru Kamenica. “ Tužiteljstvo Haškog suda izvelo je 64 svjedoka, a obrana 13. Dana 15. rujna 2008. godine, nakon oko 11 mjeseci suđenja, Pretresno vijeće Haškog suda je donijelo presudu za slučaj „Rasim Delić. “ Delić je u međuvremenu dva puta bio puštan na privremenu slobodu u BiH, prvi put u svibnju 2005. godine i drugi put u novogodišnjoj stanci Haškog suda 11. prosinca 2007. Tužitelji nisu imali zamjerke na ove odluke suda. U drugom navratu, Delić je dobio mjesec dana slobode, od 11. prosinca do 11. siječnja. Tom prilikom Delić je razgovarao s Harisom Silajdžićem zbog čega je smješten u kućni pritvor - optužen je da je sa Silajdžićem pričao o svom slučaju, što je bilo zabranjeno, a on je tvrdio da je s njim pričao o obitelji i prijateljima. Tužitelj je tražio zatvorsku kaznu od 15 godina, a obrana je tražila oslobođenje jer njegova krivica nije dokazana. Odvjetnici su tvrdjeli da u kritično vrijeme Delić nije imao nadzor nad mudžahedinima i da nije mogao spriječiti i kazniti zločine. Sud je, međutim, zaključio da Delić nije kriv za zločine nad Hrvatima u selu Maline, jer je baš tog dana tek stupio na mjesto zapovjednika Armije RBiH. Također je oslobođen optužbe za okrutno postupanje i ubojstvo u selu Kesten i logoru Kamenica, kada su mudžahedini ubili jednog srpskog starca, 52 srpska vojnika i mučili još 10 njih. Proglašen je krivim samo po jednoj točki optužnice (3 incidenta mudžahedina u razdoblju između 1993. i 1995. godine), a po ostalim točkama je oslobođen krivnje. Iako je i za ostale zločine dokazano da su počinjeni od strane mudžahedina i vojnika ARBiH, a većinom glasova i da je Delić imao efektivan nadzor nad tom jedinicom, suci su ipak zaključili, na osnovu razmotrenih dokaza, da Delić nije znao niti mogao znati za ubojstva zarobljenika, te ih nije mogao ni spriječiti. Ishod suđenja bila je zatvorska kazna od 3 godine za Delića. Od određene zatvorske kazne će se oduzeti 448 dana koje je već proveo u pritvoru. 
Portparolka Haškog suda Olga Kavran je najavila da će tužiteljstvo o žalbi na presudu Deliću odlučiti kada bude proučilo presudu.

## Vanjske poveznice
- Optužnica[neaktivna poveznica]